# Tomás Enrique Soley Soler
Tomás Enrique Soley Soler (San José, Costa Rica, 1939- íd. 2001) fue un diplomático costarricense. Cursó estudios de Derecho en la Universidad de Costa Rica. Se casó con María Isabel Pérez Fernández.
Ingresó al servicio diplomático de Costa Rica en 1965. Desempeñó cargos diplomáticos en la sede central de la Cancillería, entre ellos los de Jefe de Departamento Consular y Director Adjunto de Protocolo y Ceremonial del Estado. Fue Ministro Consejero de la Embajada de Costa Rica en el Perú, Embajador en Chile (1974-1975), Embajador en el Perú (1975-1978 y 1990-1991) y concurrente en Bolivia (1976-1978); Embajador en el Ecuador (1984-1990), Honduras (1991-1994 y 1998-2001) y la República Argentina (1991-1994). Murió cuando desempeñaba por segunda vez el cargo de Embajador de Costa Rica en Honduras.
Fue condecorado por el Brasil, el Ecuador, España, Honduras, Italia, México y el Perú.
- Datos: Q7820459